# Rivière Valin
Rivière Valin är ett vattendrag i Kanada.   Det ligger i provinsen Québec, i den östra delen av landet, 500 km nordost om huvudstaden Ottawa.
I omgivningarna runt Rivière Valin växer i huvudsak blandskog. Runt Rivière Valin är det tätbefolkat, med 319 invånare per kvadratkilometer.